# Südlicher Serau
Der Südliche Serau (Capricornis sumatraensis) ist eine Paarhuferart aus der Gruppe der Ziegenartigen (Caprinae).

## Taxonomie
Bis vor einiger Zeit wurden alle Seraue des asiatischen Festlands als Festland-Serau mit der wissenschaftlichen Bezeichnung Capricornis sumatraensis zu einer Art zusammengefasst, heute gilt neben dem Südlichen Serau auch der Rote Serau als eigene Art. Drei weitere Formen, der Chinesische Serau (Capricornis milneedwardsii), der Himalaya-Serau (Capricornis thar) und der Indochinesische Serau (Capricornis maritimus), werden mitunter auch als separat angesehen, sind aber molekulargenetischen Untersuchungen zufolge eng mit dem Südlichen Serau verzahnt und können als mit diesem identisch aufgefasst werden.

## Merkmale
Wie alle Seraue sind Südliche Seraue stämmig gebaute, ziegenähnliche Tiere. Ihr Fell ist dicht und an der Oberseite schwarzgrau gefärbt, die Unterseite ist heller. Am Rücken erstreckt sich eine Mähne, der Schwanz ist ein kurzer Stummel. Beide Geschlechter tragen kurze, leicht nach hinten gebogene Hörner, die 25 Zentimeter lang werden können.

## Vorkommen
Südliche Seraue leben in Südost-, Süd- und Ostasien. Das Hauptvorkommen umfasst die Malaiische Halbinsel mit dem südlichen Thailand und dem westlichen Malaysia südlich des neunten Breitengrades sowie die indonesische Insel Sumatra. Der Chinesische Serau ist in Myanmar und Kambodscha weit verbreitet. Darüber hinaus kommt er in Zentral-, Süd- und Ost-China vor sowie in Laos, Thailand und Vietnam. Im Norden Myanmars wird die Form teilweise durch den Roten Serau verdrängt. Der Himaláya-Serau kommt im Osten und Südosten von Bangladesch vor, im Himalaya (Bhutan, Nordindien und Nepal), in China und möglicherweise im Westen Myanmars. Der Lebensraum der Art besteht aus bewaldeten Gebirgsregionen.

## Lebensweise
Über die Lebensweise ist wenig bekannt. Wie alle Seraue sind sie vermutlich größtenteils Einzelgänger und fressen Gräser, Blätter und anderes Pflanzenmaterial.

## Gefährdung
Der Südliche Serau zählt zu den bedrohten Arten. Die Gründe dafür liegen in der Bejagung wegen seines Fleisches und der vermuteten Heilkraft seiner Körperteile. Hinzu kommt die Zerstörung seines Lebensraumes durch Waldrodungen. Die IUCN listet die Art als gefährdet (vulnerable).